# Emilio Moya López
Emilio Moya López (Pineda de Mar, 5 d'agost de 1977 - Barcelona, 26 d'octubre de 2018) va ser un actor català de cinema i televisió.

## Biografia
Entre 2014 i 2017 va participar en El Crac, sèrie de televisió emesa per TV3 creada per Joel Joan i Héctor Claramunt. Al costat dels actors Francesc Ferrer, Manel Artigas i José García Ruiz, formava part de Els Cools, un maldestre i divertit equip de bàsquet que va aparèixer en tres episodis de la sèrie: La gran colla pessigolla (2014), La gran bogeria (2014) i El gran rescat (2017).
A causa de problemes de salut, va morir el 26 d'octubre de 2018. Va rebre un homenatge en la Marató de Cinema Fantàstic i de Terror de Sants (Barcelona) i a l'Auditori de Pineda de Mar, municipi natal de l'actor. En l'acte va participar l'alcalde del municipi, Xavier Amor, que també era amic personal de l'actor. Xavier Amor va dir: «Va ser un cop dur ja que, l'Emili, va ser una persona molt generosa que feia passar molt bones estones a tothom». L'acte va ser organitzat per un grup d'amics de l'actor amb la col·laboració de l'Ajuntament de Pineda.
Des de diverses pàgines webs especialitzades en cinema fantàstic i underground com a Projecte Naschy i Films Transparents li van retre diversos tributs i homenatges.